# Willem II Tilburg
Maillots
Le Willem II Tilburg, plus communément appelé Willem II (fr: Guillaume II), est un club de football des Pays-Bas, situé à Tilbourg et évoluant en Eredivisie. Il fut fondé le 12 août 1896 sous le nom de Tilburgia.

## Historique

### Fondation et débuts du club
Gerard de Ruiter, qui fonda le club en 1896, importa du même coup le sport dans le Brabant-Septentrional, cette province du sud des Pays-Bas qui ne comptait alors pas beaucoup d'équipes de football.
Le 12 janvier 1898, le club est renommé en « Willem II », en hommage à Guillaume II, qui fut prince d'Orange, roi des Pays-Bas, duc de Limbourg et grand-duc du Luxembourg de 1840 à 1849. Il avait établi ses quartiers généraux militaires à Tilbourg durant la révolution belge de 1830 et est décédé dans la ville.
En 1904, Willem II adhère à la fédération néerlandaise de football (KNVB). Après que celle-ci eut décidé en novembre 1954 d'introduire un championnat semi-professionnel de football aux Pays-Bas, Willem II devint le premier Champion des Pays-Bas, en 1955, dans une compétition à dix clubs, conclue par un tournoi final remporté face à NAC, au PSV et à Eindhoven. Les joueurs de l'époque s'appellent Chris Feyt, Jef Mertens, Janus Wagener, Rinus Formannoy, Frans van Loon, Jan van Roessel, Sjel de Bruyckere et Piet de Jong. Les Tricolores, surnom des joueurs aux maillots rayés de rouge, de blanc et de bleu (d'après les couleurs du drapeau néerlandais), sont alors entraînés par le Tchécoslovaque František Fadrhonc.

### Histoire récente
Après trois décennies apportant peu de résultats, Willem II refait surface en 1997. La direction du club décide de placer sur son banc Co Adriaanse. Bien que les premiers résultats soient décevants, l'équipe termine cinquième du Championnat et retrouve pour la première fois depuis 35 ans le football européen via la Coupe UEFA 1998-1999. Après un premier tour remporté facilement face au Dinamo Tbilissi (3-0, 3-0), le club s'incline face au Betis Séville : après avoir réussi à préserver leurs chances à domicile à l'aller (1-1), Willem II est terrassé 3-0 au retour, au stade Manuel Ruiz de Lopera de Séville.
Après cette campagne européenne rapidement avortée, Willem II passe un hiver des plus brillants et remporte en juin 1999 la deuxième place du Championnat, derrière Feyenoord. Cette place est synonyme de participation à la Ligue des champions la saison suivante. Cependant, le départ de Sami Hyypiä, pilier finlandais de la défense, pour Liverpool est visiblement mal digéré. Incorporé directement à la phase de poules, Willem II encaisse quatre défaites de suite et termine dernier, avec deux points, d'un groupe également composé du Sparta Prague, des Girondins de Bordeaux et du Spartak Moscou, qui termineront dans cet ordre. La suite de la saison ne s'achève pas aussi bien que les deux saisons précédentes, puisque Willem II termine neuvième et Co Adriaanse part entraîner l'Ajax Amsterdam.
Hans Westerhof lui succède, mais ne parvient pas à faire en sorte de renouer avec les performances des saisons précédentes obtenues par Adriaanse. Même Martin van Geel, directeur technique de Willem II depuis 1995, quitte le club en 2002 pour devenir l'homme de main de Dirk Scheringa, l'investisseur qui a racheté AZ Alkmaar. Il est remplacé à ce poste par l'ancien joueur de l'Ajax des glorieuses années 1970, Barry Hulshoff.
Sous sa direction, plusieurs entraîneurs sont essayés, sans grand succès. Son erreur aura sans doute été de ne pas avoir pu conserver des membres essentiels de l'équipe, comme Kew Jaliens et Joris Mathijsen, qui quittent le club en 2004. L'une des rares satisfactions est alors Denny Landzaat, qui fut appelé plusieurs fois en sélection néerlandaise.
En janvier 2004, Hulshoff est débarqué. À l'été 2004, Robert Maaskant devient entraîneur du club et Willem II atteint en juin suivant la finale de la Coupe des Pays-Bas, grâce à une victoire face à l'Ajax 1-0 en demi-finales. La finale au Kuip est perdue 4-0 face au PSV Eindhoven, qui réalise le doublé Coupe-Championnat.
Ce parcours en Coupe ne saurait cacher la mauvaise santé sportive du club, qui est éliminé dès le premier tour de la Coupe UEFA 2005-2006 par l'AS Monaco (0-2, 1-3) et termine 17e et avant-dernier du Championnat. Il doit alors sa place en première division à quatre victoires en barrages de promotion et de relégation.

## Identité

### Logos

Logo jusqu'en 2022.
Logo depuis 2022.

## Palmarès
- Championnat des Pays-Bas
  - Champion : 1916, 1952, 1955
- Coupe des Pays-Bas
  - Vainqueur : 1944, 1963
  - Finaliste : 2005, 2019

## Personnalités du club

### Joueurs célèbres
- Mariano Bombarda
- Jimmy Calderwood
- Jean-Paul van Gastel
- Tomáš Galásek
- Sami Hyypiä
- Kew Jaliens
- Bert Konterman
- Denny Landzaat
- Nabil Bouchlal
- Joris Mathijsen
- Martijn Reuser
- Jaap Stam
- Marc Overmars
- Chris Janssens
- Geert De Vlieger
- Moussa Dembélé
- Mohamed Messoudi
- Yassine Abdellaoui
- Ali Messaoud
- Adil Ramzi
- Saïd Boutahar
- Anouar Hadouir
- Youssef Mariana
- Tarik Sektioui
- Earnie Stewart

## Stade

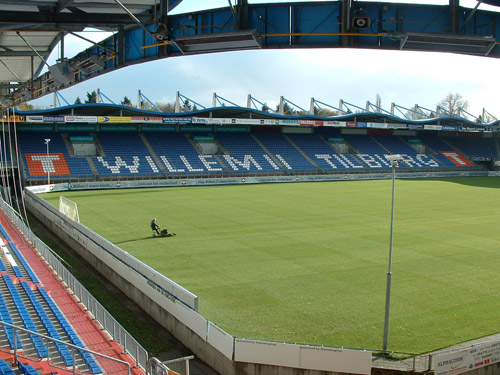
Le Willem II Stadion

Le Willem II Stadion, situé à Tilbourg, peut accueillir 14 750 spectateurs. Il a été construit en 1995 et rénové en 2000 pour disposer de loges, d'un restaurant, de salles de conférences et d'un bar de supporteurs dans son enceinte. Le nouveau stade a été construit au même endroit que le précédent, détruit en 1992.